# Xã Union, Quận Stone, Missouri
Xã Union (tiếng Anh: Union Township) là một xã thuộc quận Stone, tiểu bang Missouri, Hoa Kỳ. Năm 2010, dân số của xã này là 512 người.